# 凯蒙山
凯蒙山（印尼语：Gunung Kemul）位于东加里曼丹。其为暗色猪笼草（Nepenthes fusca）和柔毛猪笼草（Nepenthes mollis）的模式产地。